# The World's Greatest Jazzband
 The World's Greatest Jazzband was een all-star jazz-ensemble, dat actief was van 1968 tot 1978.
De groep werd opgericht door Dick Gibson, tijdens zijn zesde Jazz Party, een jaarlijks evenement. De groep speelde voornamelijk dixielandjazz en nam veel op. De groep werd geleid door Yank Lawson en Bob Haggart en bracht vroege jazzstandards en hedendaagse popnummers in een dixieland-stijl. De groep werd in 1978 opgeheven, maar Lawson en Haggart gebruikten de naam later nog wel voor korte perioden.

## Bandleden
- Billy Butterfield
- Cutty Cutshall
- Vic Dickenson
- Morey Feld
- Carl Fontana
- Bud Freeman
- Dick Gibson
- Bob Haggart
- Scott Hamilton
- Clancy Hayes
- Eddie Hubble
- Peanuts Hucko
- Keith Ingham
- Gus Johnson
- Roger Kellaway
- Al Klink
- Yank Lawson
- Cliff Leeman
- George Masso
- Lou McGarity
- Johnny Mince
- Bob Miller
- Eddie Miller
- Joe Muranyi
- Bobby Rosengarden
- Sonny Russo
- Carrie Smith
- Maxine Sullivan
- Ralph Sutton
- Dick Wellstood
- Bob Wilber
- Roy Williams
- Al Gay

## Discografie (selectie)
- World's Greatest Jazzband of Yank Lawson and Bob Haggart (1968)
- Extra! (1968)
- Live (1970)
- What's New (1970)
- Live at Roosevelt Grill (1970)
- Century Plaza (1972)
- Hark the Herald Angels Swing (1972)
- At Massey Hall (1972)
- Plays Duke Ellington (1973)
- Plays Eddie Barefield (1974)
- Plays Cole Porter (1974)
- On Tour, Vol. 1 (1975)
- On Tour, Vol. 2 (1975)
- Plays Rodgers and Hart (1975)
- Plays George Gershwin (1977)